# 山戎
山戎，西戎之一，為中國春秋时期對中原北方的定居部落的稱呼，約生活於今中華人民共和國的遼寧省西北部與河北省東北部。曾建立無終國，統領令支国與孤竹國，遭齊國擊敗後消失。其族源主要有原始蒙古族、通古斯民族與原始漢族三種說法，其後代分別被併入東胡、匈奴、燕國與趙國中。
春秋時的北戎，在古代記載中，與山戎為同族。東漢服虔記載山戎為鮮卑先祖。

## 歷史
據記載，山戎歷史可追溯到商朝之前，為夏人後代，居住在中原之東北，為匈奴前身，曾有進貢周朝記錄。有記載認為北狄起源於山戎。
山戎曾经一度强大，势力范围在战国时期的燕国、赵国及齐国之间。时常骚扰燕国，并于周平王东迁后第65年（公元前706年），越过燕国攻打齐国。
公元前679年，齐桓公号令诸侯，成为春秋时代第一个霸主，并意图解决山戎对中原的骚扰。
公元前664年（周惠王十三年）山戎再次出兵伐燕国，燕向齐国求援，齐桓公为救燕出兵伐山戎，但次年山戎已经退回北方。
齐燕联军继续北征，攻克山戎国城无终山（今河北省迁安市燕山一带），但山戎王逃亡到孤竹国（孤竹国出自商王族的旁支墨胎氏氏族。），齐燕联军最终“北伐山戎，刜令支，斩孤竹而南归”。而燕国也开辟了疆土，成为霸主齐国的北方屏障。四年后（公元前660年），齐桓公又率领军队攻打孤竹與令支，“北举事于孤竹、离支（令支）”。
在春秋戰國之時，山戎與東胡仍然活動在燕國北方，後於冒頓單于時，被併入匈奴帝國之中。

## 研究
中華民國學者梁啟超認為，山戎為貉族，後形成為東胡族。
《史记》载山戎是存在于燕山的游牧民族，與後世的匈奴相提並論。
但林沄不赞成，因为：
- 夏家店上層文化是屬山戎的遗存，而夏家店上層文化是一種半農半牧經濟所支持的定居文化。
- 根據大山前遺址所獲的162塊可鉴定動物骨骼中，豬占59.9%，狗12.96%、牛12.96%、羊11.73%，馬和馬鹿各一例，可見山戎的畜牧業並不是很發達，並非遊牧文化。[來源請求]
- 該文化已知騎馬术並已掌握馬車。
- 從新石器時代到春戰之際生活在北方長城地帶的是均屬高顱的居民，和均以低顱為特征的漢代匈奴和鮮卑顯屬不同的種系。[8]

另外，晚商以前北方地區皆為華夏族群的活動地域，戎狄族群只是分裂出的一部分，因此，華夏與戎狄血緣同源。

### 後裔
山戎一部分成為漢族先民之一，一部分融入了东胡。東漢服虔記載山戎為鲜卑人先祖。

## 考古
古代文獻記載山戎的居住地，考古挖掘出夏家店上層文化與紅山文化，可能與山戎有關。